# طريقة كوكومو
كوكومو اختصار لكلمة COnstructive COst MOdel. وطريقة كوكومو هي إحدى طرق هندسة البرمجيات software engineeing وتستعمل لتقدير الجهد اللازم لإنتاج برنامج معين. وهو قانون إمبيري تم استخلاصه من ملاحظة الجهد اللازم لصناعة البرامج.

## المعادلات الرياضية
إذا إعتبرنا PM = person months ترميزا للجهد اللازم لإنتاج برنامج و KLOC=KILO LINES OF CODE هو عدد سطور البرنامج المتوقعة بالألف فإن الجهد اللازم يتم حسابه كالآتي:
- بالنسبة للبرامج الصغيرة لا تحتوي على وحدة تبادل معلومات مع أنظمة موجودة: {\displaystyle PM=2,4.(KLOC)^{1,05}}
- بالنسبة للبرامج التي تحتوي على عدد صغير من مراكز تبادل المعلومات مع أنظمة أخرى:{\displaystyle PM=3,0.(KLOC)^{1,12}}
- بالنسبة للبرامج التي يجب أن تدمج لا حقا في نظام موجود كليا: {\displaystyle PM=3,6.(KLOC)^{1,2}}

نظرة عامة على COCOMO
فإن تقدير التكاليف COCOMO يستخدم نموذج آلاف البرمجيات مديري المشاريع، ويقوم على دراسة المئات من مشاريع البرمجيات. خلافا لغيرها من النماذج وتقدير التكاليف، COCOMO مفتوح النموذج، وذلك في كل التفاصيل وتنشر، ومنها:
- تقدير التكاليف المعادلات التي تقوم عليها
- في كل افتراض النموذج (مثل «المشروع سوف تتمتع الإدارة الجيدة»)
- كل تعريف (مثل تعريف دقيق للمنتجات مرحلة تصميم مشروع من المشاريع)
- التكاليف المدرجة في تقدير هي صراحة (مثل مديري المشاريع المدرجة، والأمناء ليست)

COCOMO لأنه يعرف جيدا، وأنها لا تعتمد على تقدير الملكية الخوارزميات، Costar توفر هذه المزايا للمستخدمين:
- تقديرات COCOMO أكثر موضوعية وتكرار من التقديرات التي قدمتها وسائل بالاعتماد على نماذج الملكية
- COCOMO يمكن معايرة لتعكس برامجك التنمية والبيئة، وإعداد تقديرات أكثر دقة

Costar هو التنفيذ الأمين COCOMO نموذج سهل الاستخدام على المشروعات الصغيرة، لكنها قوية وكافية للتخطيط ومراقبة المشاريع الكبيرة.
عادة، سوف تبدأ تقريبية فقط وصفا للنظام برامجيات عليك أن تكون البلدان النامية، والتي ستستخدمها في Costar المبكر لتقديم تقديرات حول الجدول الزمني الصحيح ومستويات التوظيف. وأنتم صقل معرفتك للمشكلة، وأنتم أكثر من تصميم هذا النظام، يمكنك استخدام Costar لإنتاج المزيد والمزيد من الصقل التقديرات.
Costar يسمح لك لتحديد هيكل البرمجيات لتلبية احتياجاتك. التقديرات الأولية الخاصة بك قد يكون على أساس نظام يحتوي على 3000 وفقا للقانون. بلدكم الثاني التقدير قد يكون أكثر دقة حتى يتسنى لك الآن أن النظام الخاص بك وسوف تتكون من اثنين من النظم الفرعية (وسيكون لديك فكرة أكثر دقة عن عدد خطوط رمز سيكون في كل من النظم الفرعية). التقدير الخاص بك المقبلة ستواصل عملية—Costar يمكنك استخدامها لتحديد مكونات كل نظام فرعي. Costar يسمح لكم على مواصلة هذه العملية حتى الوصول إلى مستوى التفاصيل التي تلبي طلبك.
تحذير من كلمة واحدة: إنه من السهل استخدام برمجيات لجعل Costar تقديرات التكاليف، وأنه من الممكن إساءة استخدامها—Costar كل مستخدم أن تمضية الوقت لتعلم COCOMO الافتراضات الكامنة والتعاريف من الاقتصاد هندسة البرمجيات وبرمجيات مع تقدير التكاليف COCOMO الثاني.
مقدمة لCOCOMO النموذجي
أهم حساب في COCOMO النموذج استخدام الجهد المعادلة لتقدير عدد شخصا في الشهر اللازمة لتطوير المشروع. أكثر من غيرها COCOMO النتائج، بما في تقديرات الاحتياجات والصيانة، والتي تتأتى من هذه الكمية.
مصدر في الخطوط من القانون
فإن COCOMO الحسابات على أساس تقديراتك للمشروع في حجم المصدر خطوط قانون SLOC). وتعرف هذه SLOC على ما يلي:
- المصدر الوحيد لخطوط التي أدلي بها كجزء من المنتج مدرجة—اختبار السائقين وغيرها من برامج الدعم وتستثنى
- مصدر في الخطوط التي أنشأها المشروع الموظفين—مدونة أنشأها التطبيقات مولدات مستبعدة
- واحد هو واحد من المنطقي SLOC خط رمز
- الاعلانات هي بمثابة SLOC
- التعليقات لا يتم على النحو SLOC

81 الأصلي COCOMO النموذج المحدد حيث ألقى مصدر التعليمات، والتي تشبه إلى حد بعيد SLOC. الفرق الرئيسي بين مبادرة سلامة الأمومة وSLOC هو مصدر واحد للقانون الخط قد يكون من عدة خطوط المادية. على سبيل المثال، «إذا كان في ذلك الوقت بين آخر» البيان سيكون بمثابة SLOC واحد، ولكن قد يكون بمثابة مبادرة سلامة الأمومة عدة.
حجم سائقين
في النموذج الثاني COCOMO، بعضا من أهم العوامل التي تساهم في المشروع ومدة وتكلفة هي مقياس سائقين. عليك تحديد كل جدول سائق مشروعك لوصف هذه الدرجة من سائقي تحديد الأس المستخدمة في جهود المعادلة.
5 جدول سائقين هم:
- Precedentedness
- تنمية المرونة
- العمارة / المخاطر القرار
- فريق التماسك
- عملية نضج

علما بأن حجم سائقين محل التنمية طريقة COCOMO 81. الأول والثاني جدول سائقين، والتنمية Precedentedness وصف الكثير من المرونة في الواقع نفس التأثيرات أن الصيغة الأصلية للتنمية فعل.
التكلفة سائقين
COCOMO الثانية بتكلفة 17 السائقين—تقوم مشروعك، والتنمية، والبيئة، وفريق لتحديد تكلفة كل سائق. تكلفة السائقين المضاعف العوامل التي تحدد مدى الجهد اللازم لإنجاز المشروع برامجك. على سبيل المثال، إذا كان هذا المشروع في تطوير البرمجيات التي تسيطر على طائرة رحلة، كنت حددت المواضيع المطلوبة الموثوقية (الاعتماد) سائق تكلفة عالية جدا. ان تصنيف يقابل جهد مضاعف 1.26، مما يعني أن المشروع 26 ٪ وسوف يتطلب المزيد من الجهد من البرامج النموذجية للمشروع.
انقر هنا لمشاهدة سائقين التكاليف التي هي النماذج التي Costar.

## وصلات خارجية
- صفحة جيدة حول طريقة كوكومو
- صفحة حول طريقة كوكومو
- صفحة لناسا تستعمل طريقة كوكومو نسخة محفوظة 21 أبريل 2006 على موقع واي باك مشين.